# Amerikanische Abstammung
Bei der amerikanischen Volkszählung im Jahr 2000 gaben 7,2 % der Bevölkerung an, sie seien amerikanischer Abstammung (american ancestry). Mit dieser Selbstbezeichnung ist nicht eine indianische Abstammung gemeint, die als eigener Punkt im Fragebogen aufgeführt war; vielmehr beziehen diese US-Bürger damit ihre Herkunft meist auf die Kolonisten Amerikas, also die ersten europäischen Amerikaner, die mehrheitlich Emigranten von den Britischen Inseln waren. Ein Großteil ist also eigentlich den englischstämmigen Amerikanern zuzuordnen oder stammt aus den anderen Gebieten des Vereinigten Königreichs. Ein anderer häufiger Beweggrund ist die mangelnde Kenntnis über die eigene Abstammung.

## Zahlen
Die Anzahl der „Amerikanischstämmigen“ belief sich im Jahr 2000 laut dem Census auf 20,2 Millionen US-Bürger. Im Vergleich zum Census 1990 hat sich diese Zahl fast verdoppelt. Damit stellen sie die fünftgrößte Gruppe innerhalb der Bevölkerung der Vereinigten Staaten.
Im Jahr 2013 waren es laut American Community Survey 21,6 Millionen.

## Geografische Schwerpunkte

Hellgelb die Bundesstaaten und Countys mit überwiegend „amerikanischstämmiger“ Bevölkerung

Die amerikanischstämmige Bevölkerung konzentriert sich vor allem auf die Südstaaten, hier besonders auf die Bundesstaaten Tennessee, Kentucky und West Virginia. In diesen Staaten stellt die Gruppe mit rund 20 % der Bevölkerung die relative Mehrheit.

## Hintergrund
Die genannten Staaten wurden relativ früh von Europäern besiedelt. Dies ist ein Grund dafür, warum sich die Bevölkerung als „amerikanischer“ Abstammung definiert, im Gegensatz zu Einwohnern anderer Staaten, die erst später kolonisiert wurden. Dort ist auch eine größere emotionale Nähe zum Herkunftsland der Ahnen vorhanden, bedingt dadurch, dass die Einwanderung der Vorfahren zeitlich kürzer zurückliegt.
Es fällt zudem auf, dass die „amerikanischstämmige“ Bevölkerung schwerpunktmäßig in den Südstaaten lebt, einem Landesteil der gemeinhin als eher konservativ gilt. So kommen eventuell auch nationalistisch-patriotische Beweggründe in Frage.